# Ківіилі
Ківіилі (ест. Kiviõli, досл. «кам'яна олія») — місто в повіті Іда-Вірумаа, Естонія. З жовтня 2017 року є адміністративним центром муніципалітету Люганузе. Розташоване на північному сході Естонії.
До реформи місцевих самоврядувань Естонії був самостійним міським муніципалітетом і не входив до складу будь-якої волості.
Основна галузь - видобуток сланці, що дає місту назву (буквально «кам'яна олія»).

## Історія
Ківіилі засноване в 1922 році, статус міста отримав в 1946 році, що було пов'язано з радянської програмою з розвитку промисловості північно-західного регіону СРСР. Місто стало одним із центрів сланцепереробної промисловості. У 1950-1959 роках був центром Ківіиліского району. 28 грудня 1957 року до Ківіилі був приєднано робітниче селище Кюттейиу . У 1964 році Ківіилі увійшов до складу міста Кохтла-Ярве і був його частиною до 1991 року, коли знову став самостійним містом.

## Економіка
Основне підприємство - сланцехімічний комбінат.
Поблизу міста є 2 терикони, що утворилися з відходів при видобутку і переробці сланцю. На одному з териконів в лютому 2013 року відкрився центр пригодницького спорту (Kiviõli Seikluskeskus). У південно-західній стороні від міста розташовані виведені з експлуатації шахтні поля з видобутку горючих сланців (шахта «Ківіилі»). У 10 км від міста знаходиться «Водний світ Айду» (Aidu Veemaa) - унікальний штучний ландшафт з каналами, де можна займатися водними спортивними дисциплінами, здійснювати походи по воді і проводити спортивні заходи високого рівня . У Ківіилі проводиться традиційний міжнародний спортивний захід - Ківіиліскій Мотофестиваль (Kiviõli Motofestival) .

## Транспорт
У місті є залізнична станція Ківіилі на лінії Таллінн - Нарва.

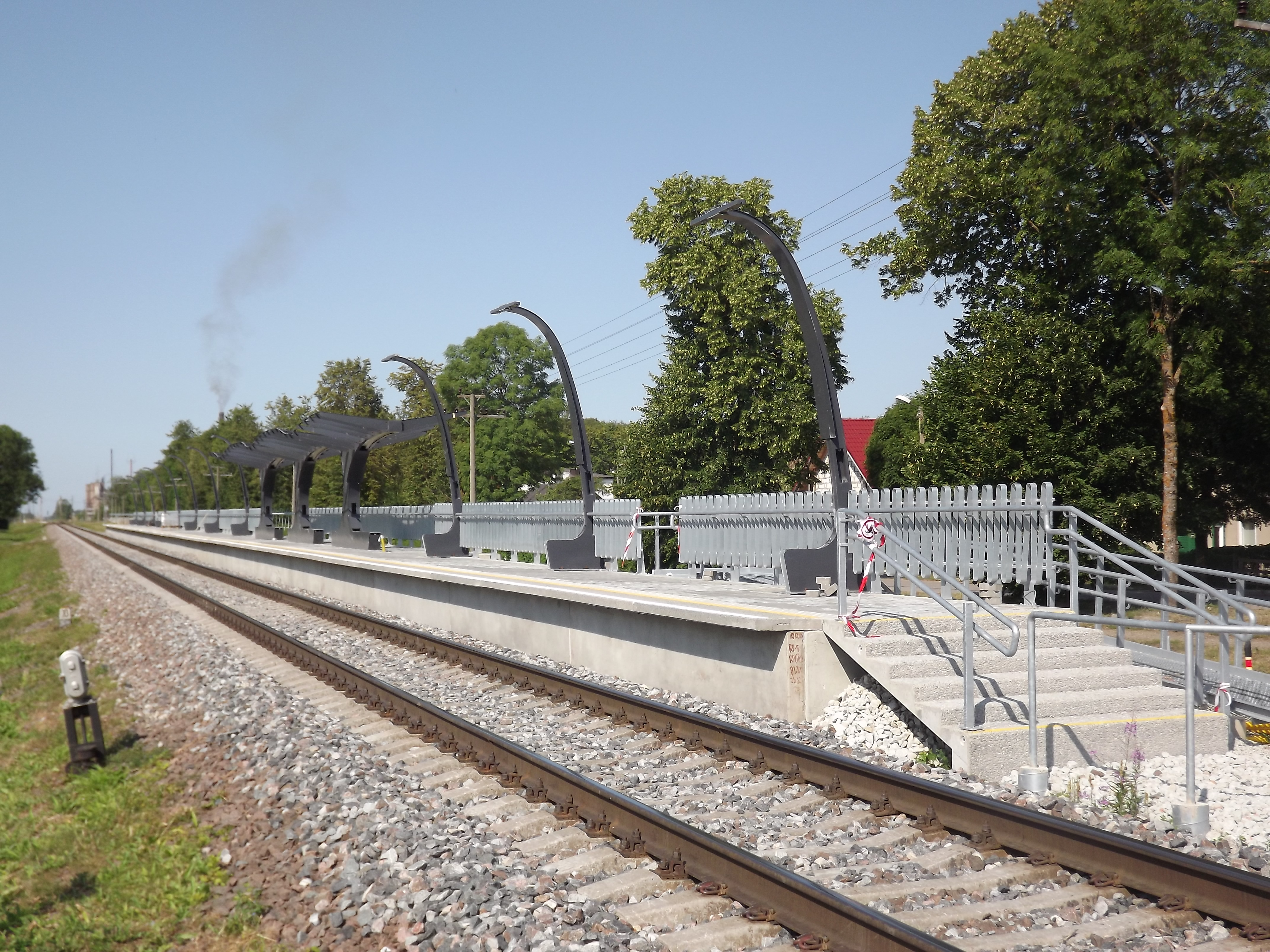
Платформа станції Ківіилі

## Населення
За даними перепису населення 2011 року в місті мешкало 5 634людини, з них 2 179(38,7 %) - естонці .
За даними Реєстру народонаселення станом на 1 січня 2020 року в місті проживало 4 841 осіб.  Станом на 1 січня 2020 року частка населення старше 65 років в структурі населення міста становила 29.6% населення (1 434 осіб), а частка населення молодше 14 років становила 12.4% (602 особи). 
| 1959   | 1970     | 1979     | +1989    | 2000    | 2010    | 2011    | 2012    | 2018    | 2020    |
| ------ | -------- | -------- | -------- | ------- | ------- | ------- | ------- | ------- | ------- |
| 10 444 | ↗ 11 153 | ↘ 11 039 | ↘ 10 353 | ↘ 7 269 | ↘ 6 606 | ↘ 5 634 | ↘ 5 502 | ↘ 5 097 | ↘ 4 841 |

### Національний склад
За даними перепису 2000 року росіяни становили 51,22% населення міста, естонці - 39,45%, фіни - 2,61%, українці - 2,12%. Співвідношення етнічних груп практично не змінилося за період незалежності Естонії. Основні мови - естонська (офіційний) і російська.
| національності | 2000      | 2000  |
| національності | кількість | %     |
| -------------- | --------- | ----- |
| всього         | 7 405     | 100   |
| росіяни        | 3 793     | 51,22 |
| естонці        | 2 921     | 39,45 |
| інші           | 691       | 9,37  |

### Релігія
За переписом 2000 року лише 35,93% дорослих городян віднесли себе до будь-якої певної релігійної конфесії. З цього числа 22,38% були православними, 11,38% - лютеранами. У місті діє православний храм Покрова Пресвятої Богородиці (Московський Патріархат). Є церкви інших християнських конфесій.

### Демографія
|                          | 1989 | 1990 | 1991 | 1992 | 1993 | 1994 | 1995 | 1996 | 1997 | 1998 | 1999 | 2000 | 2001 | 2002 | 2003 | 2004 | 2005 | 2006 | 2007 | 2008 |
| ------------------------ | ---- | ---- | ---- | ---- | ---- | ---- | ---- | ---- | ---- | ---- | ---- | ---- | ---- | ---- | ---- | ---- | ---- | ---- | ---- | ---- |
| Народилося               | 120  | 119  | 79   | 89   | 63   | 56   | 58   | 64   | 57   | 64   | 57   | 53   | 59   | 56   | 64   | 49   | 64   | 52   | 45   | 48   |
| Померло                  | 133  | 178  | 155  | 172  | 165  | 162  | 151  | 146  | 143  | 164  | 165  | 158  | 145  | 152  | 129  | 140  | 132  | 132  | 142  | 116  |
| Природний приріст (спад) | -13  | -59  | -76  | -83  | -102 | -106 | -93  | -82  | -86  | -100 | -108 | -105 | -86  | -96  | -65  | -91  | -68  | -80  | -97  | -68  |

У Російській школі (Kiviõli Vene Kool) навчається 380 дітей (54%), в естонській школі (Kiviõli 1. Keskkool) вчиться 320 дітей (46%). Одна з головних проблем Ківіилі, як і інших міст регіону Іда-Вірумаа, - безробіття .

## Історичні факти
У Ківіилі знайшли притулок після революції 1917 року і громадянської війни одна з груп російської білогвардійської еміграції. Пов'язана з цим і доля російсько-естонської поетеси Марії Карамзиної, книга віршів якої «Ковчег» з'явилася на світ в 1939 році за порадою Івана Буніна - першого російського письменника, який став лауреатом Нобелівської премії (1933). У 1940 році в результаті розділу сфер впливу між СРСР і фашистською Німеччиною і приходу радянських військ Марія Володимирівна була віддана репресіям і загинула від голоду і хвороб в травні 1942 року в Томській області, селище Новий Васюган .
Російський гвардійський офіцер і естонський архітектор Паульсен Микола Олександрович спроектував в Ківіилі Школу мистецтв в стилі функціоналізму, будинки робітників і чиновників, лікарню і житловий квартал на одну сім'ю Ківікюла. Був також арештований і загинув в таборах в 1941 році.

## Відомі особистості
- Пеетер Сімм - кінорежисер, народився в Ківіилі.
- Інга Савич-Ханон - модель і модельєр взуття під маркою Inga.
- В'ячеслав Яковлєв - актор, кінорежисер, сценарист, продюсер

## Галерея

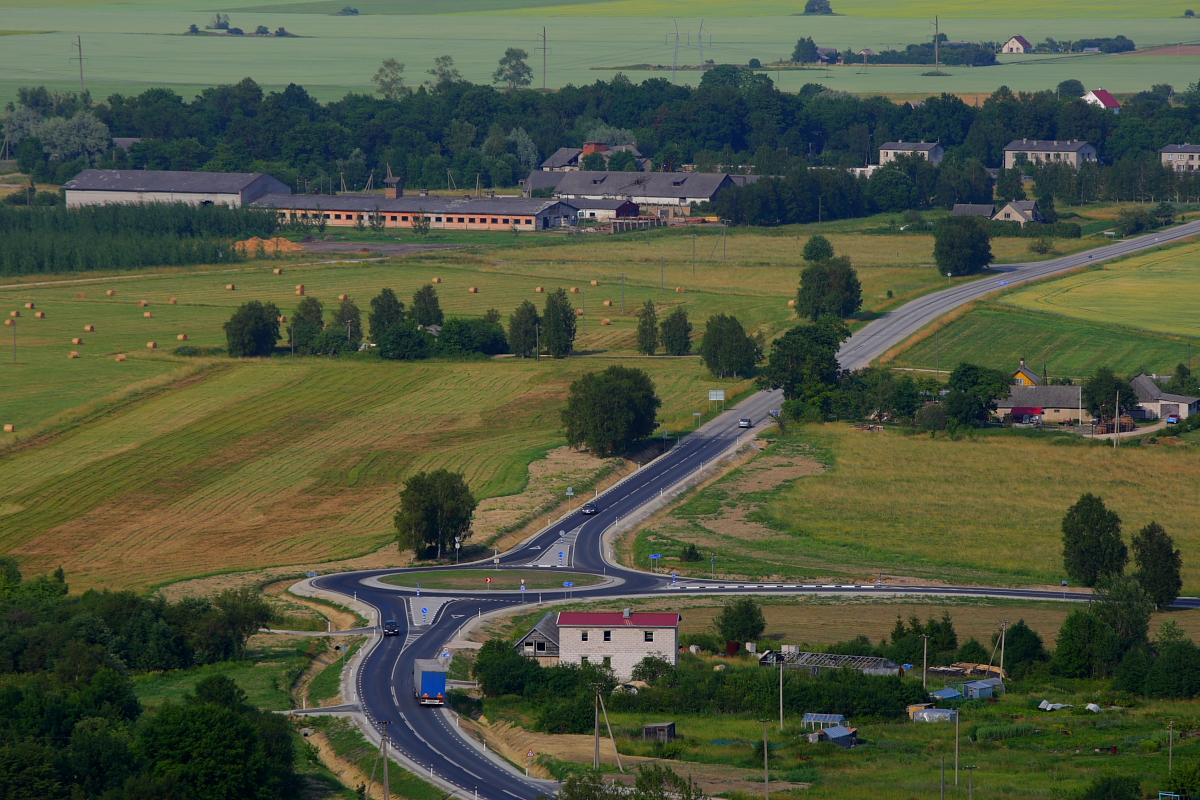
Вид на передмістя Ківіилі
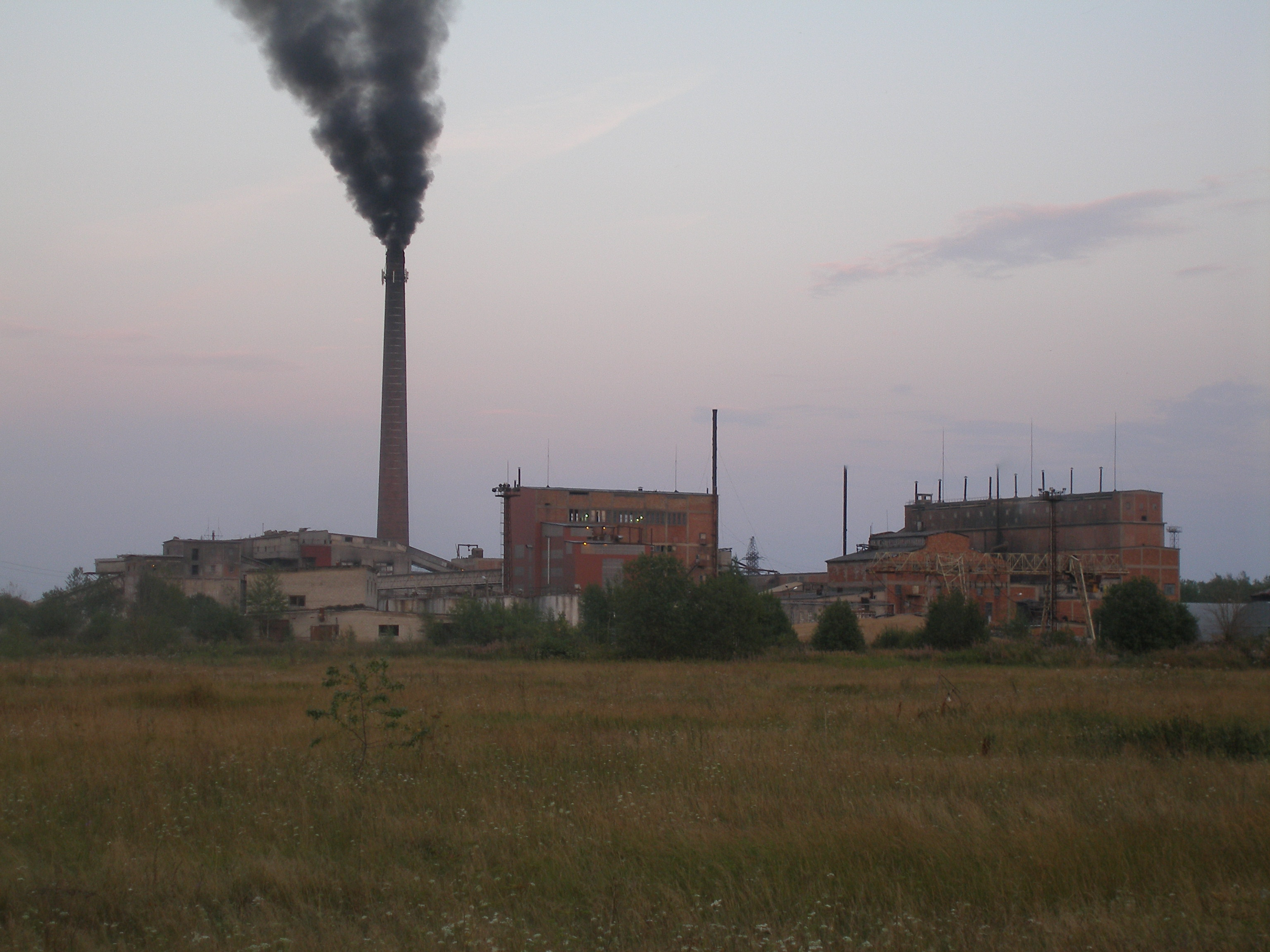
Вид на сланцехімічний комбінат
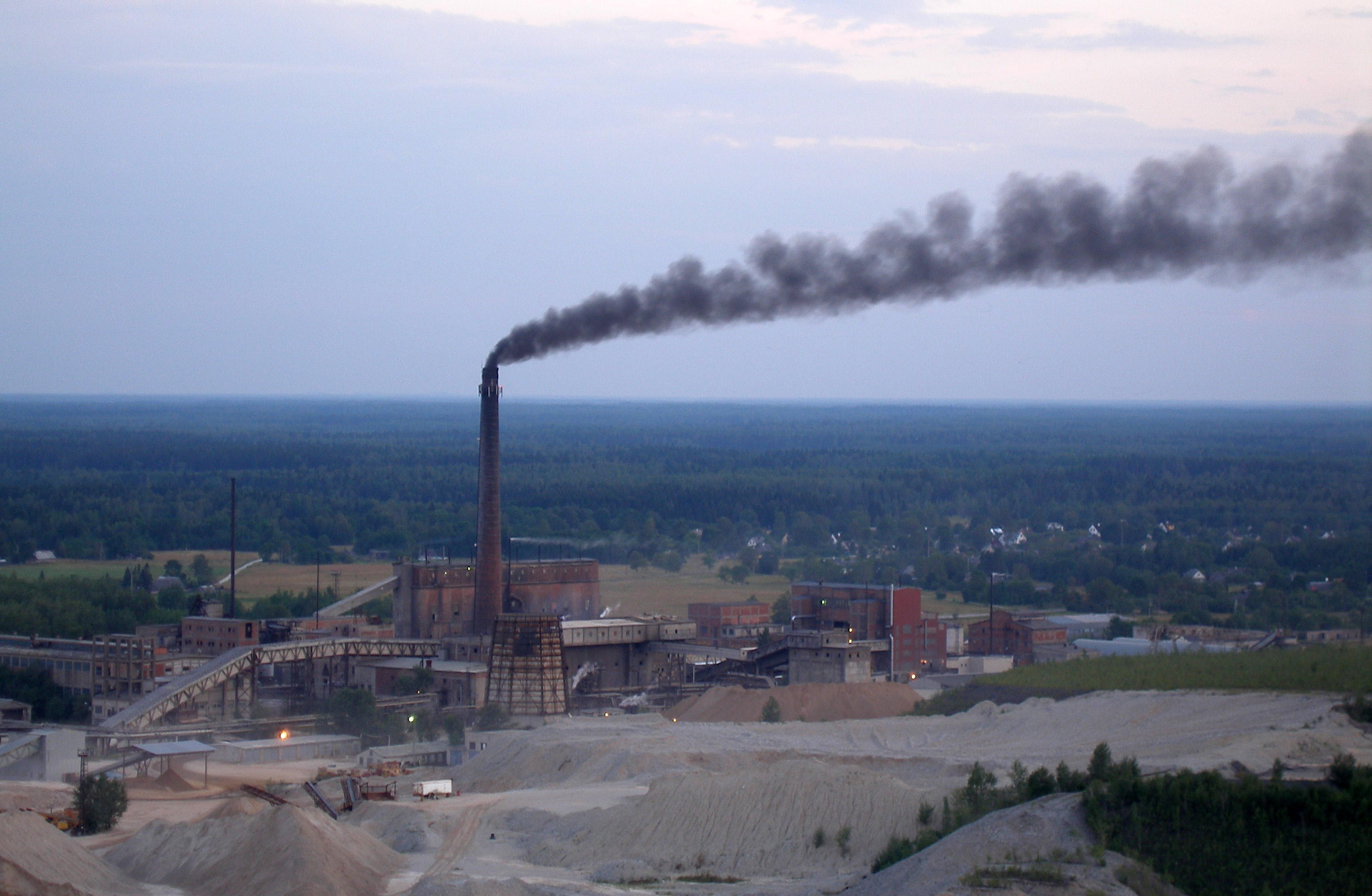
Вид на сланцехімічний комбінат
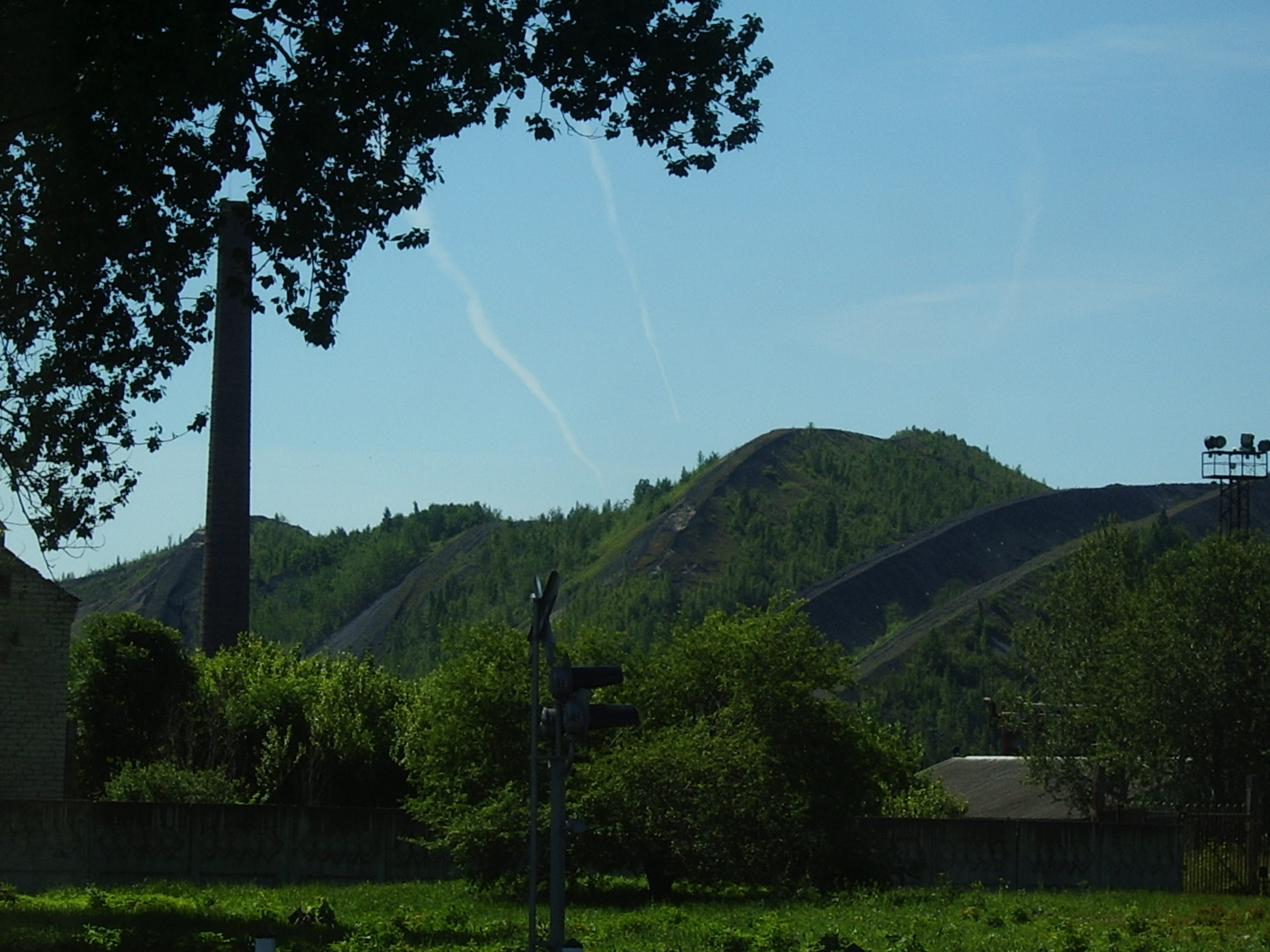
Террикон
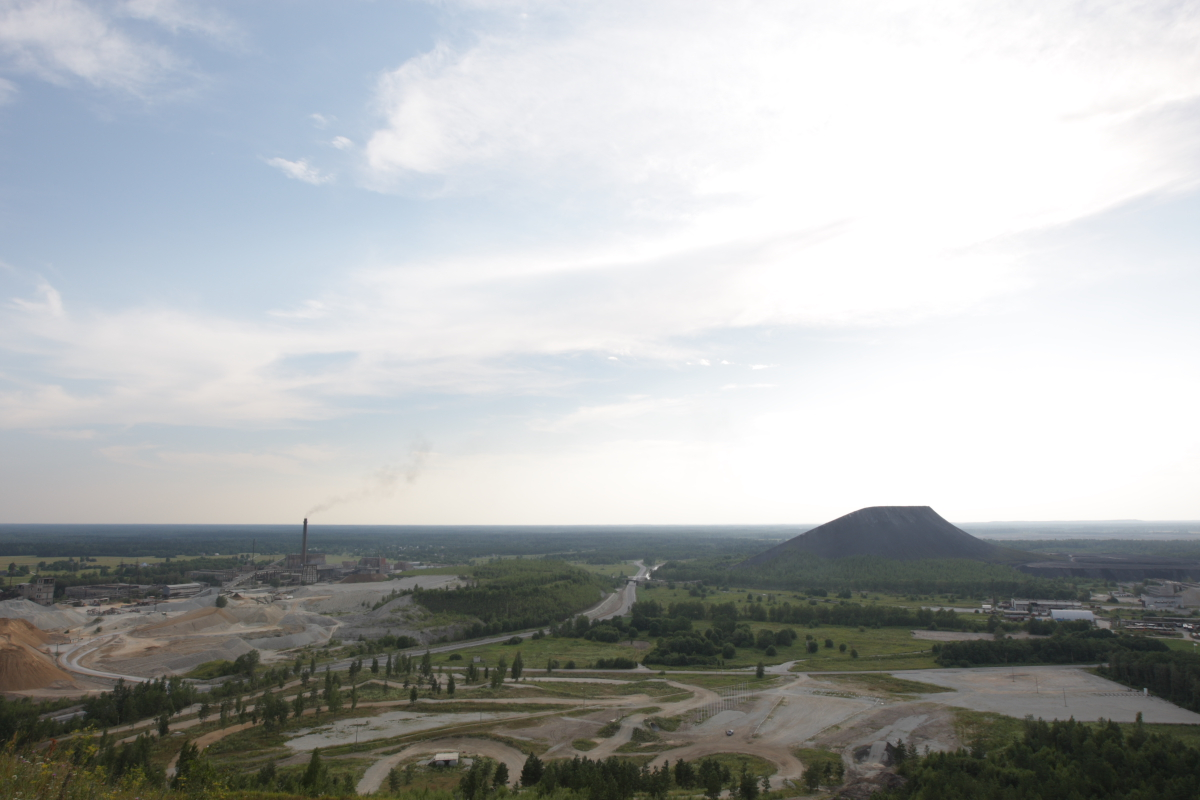
Террикон
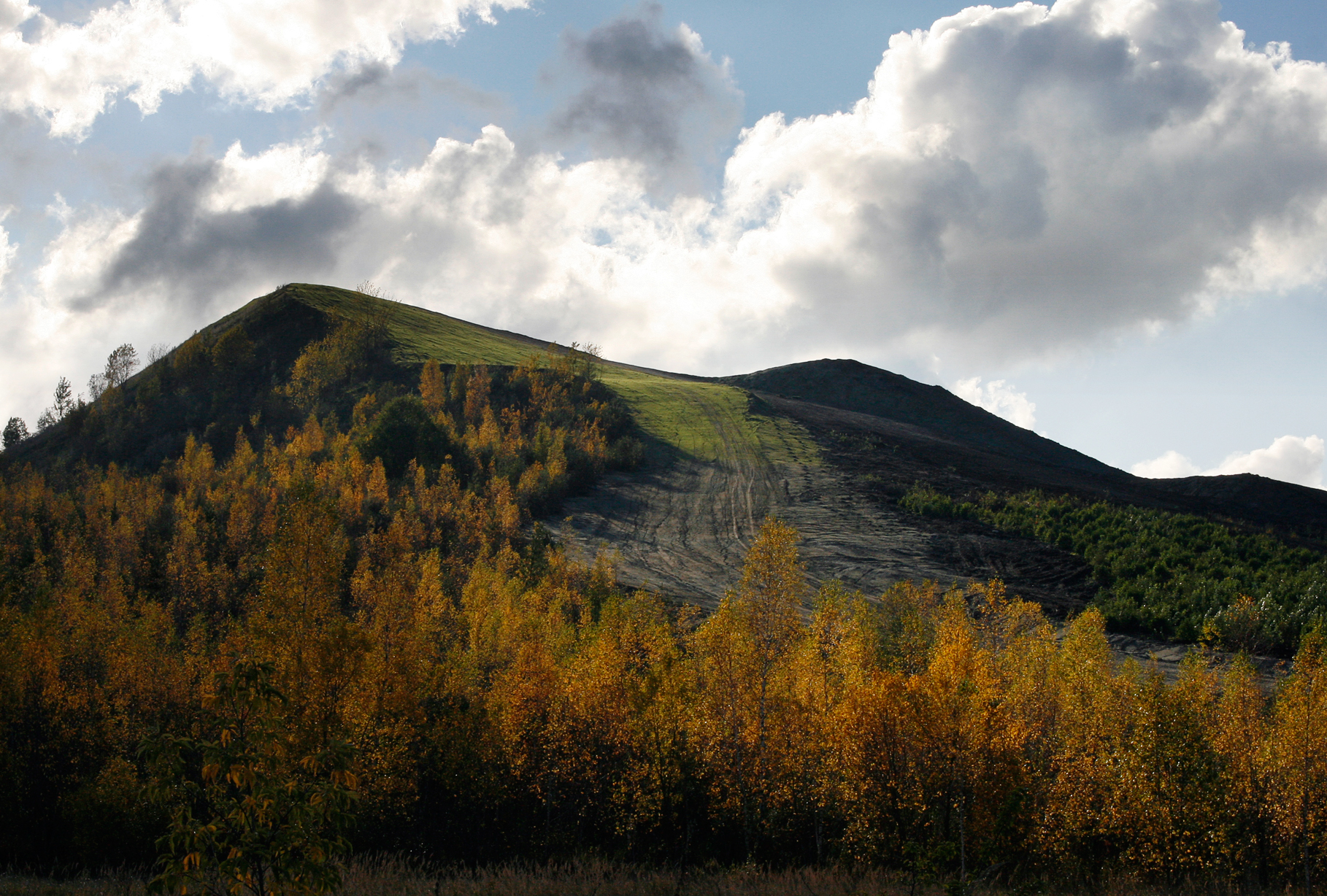
Террикон
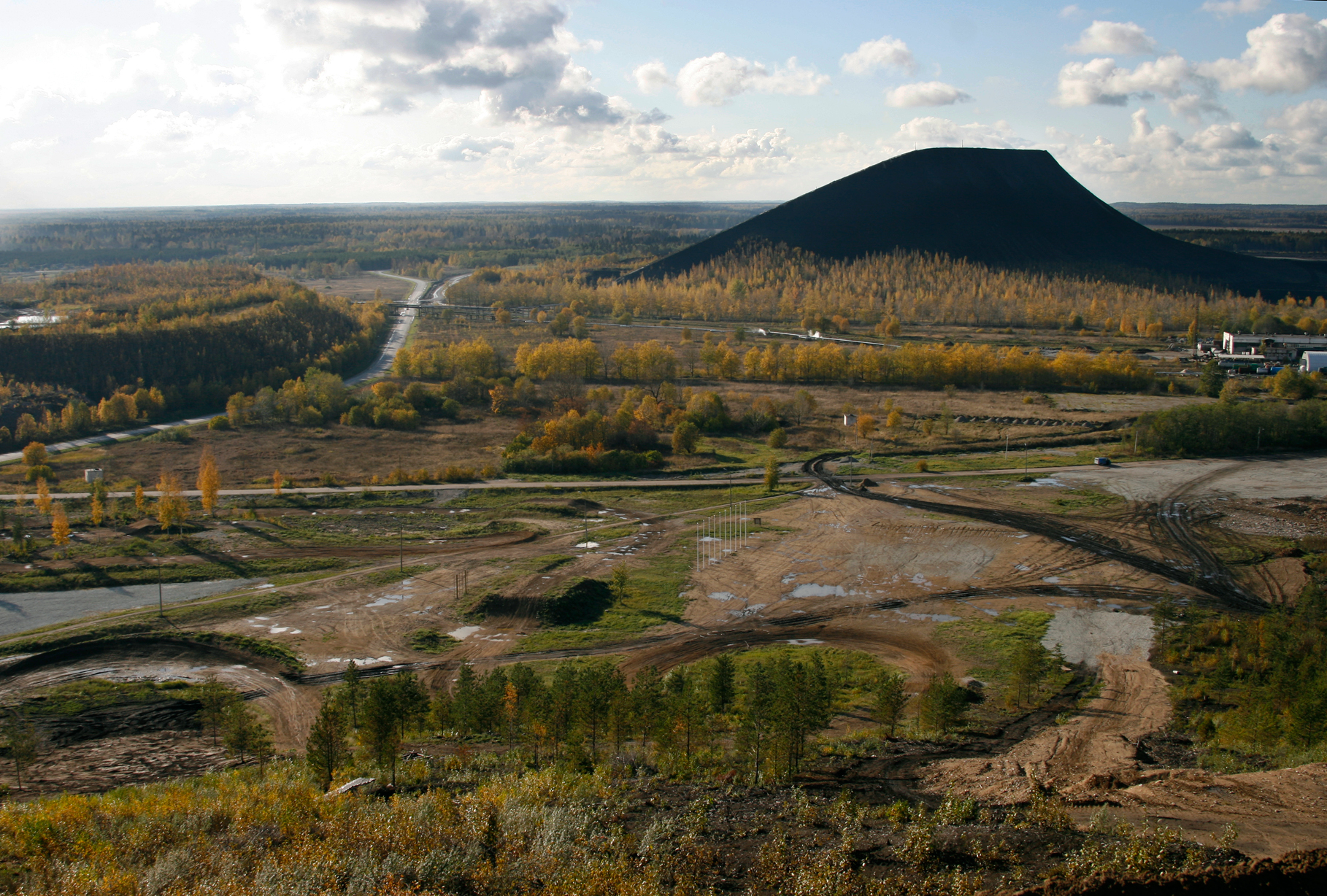
Террикон
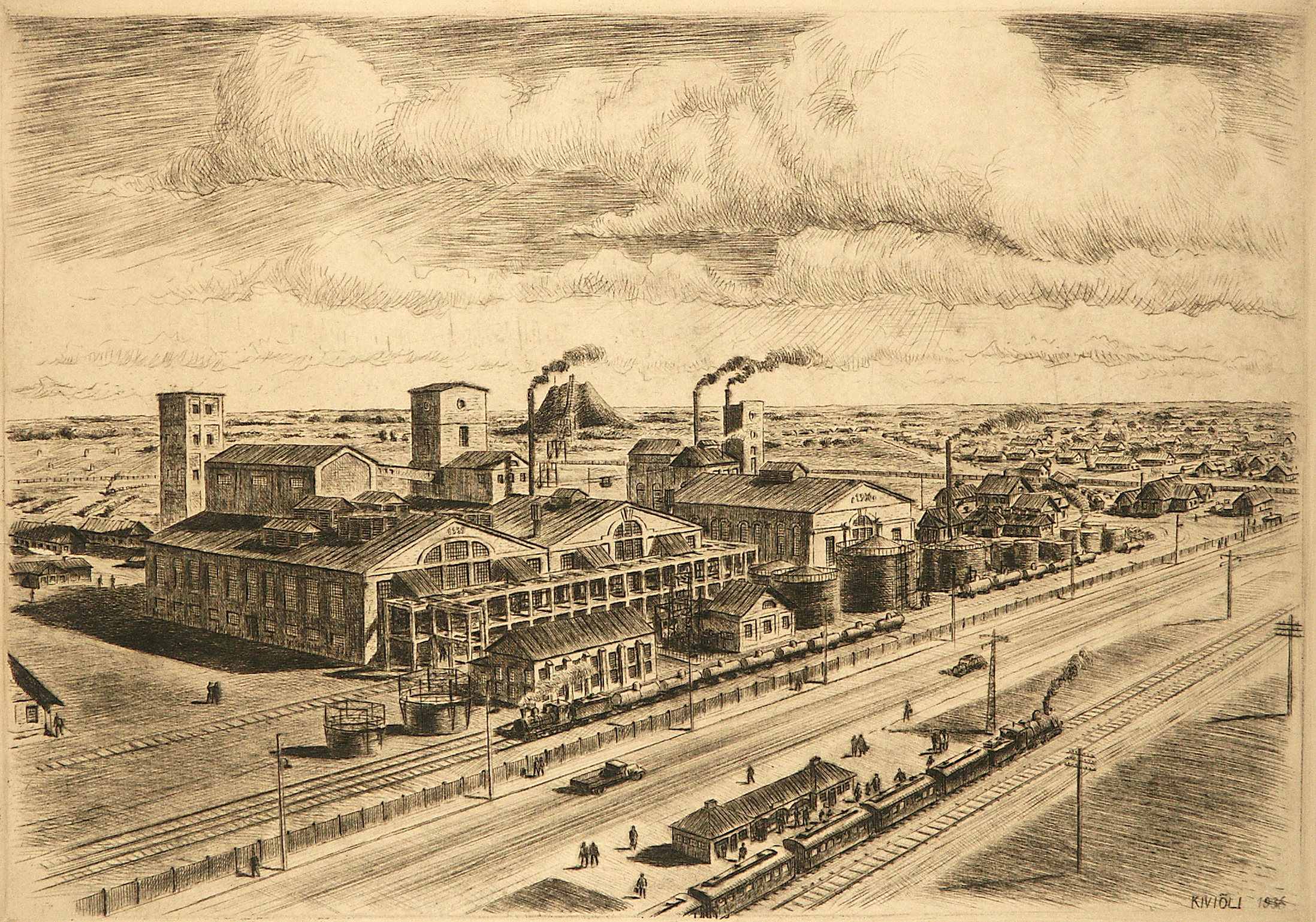
Вид на сланцехімічний комбінат, 1936 р